# Japão-Liberdade (métro de São Paulo)
Japão-Liberdade (en portugais : Estação Japão-Liberdade), anciennement Liberdade, est une station de la ligne 1 - Bleue du métro de São Paulo. Elle est située au 133 praça da Liberdade, dans le quartier Liberdade, à São Paulo au Brésil.
Mise en service en 1975, elle est exploitée par la Companhia do Metropolitano de São Paulo (CMSP), exploitant de la ligne 1.

## Situation sur le réseau

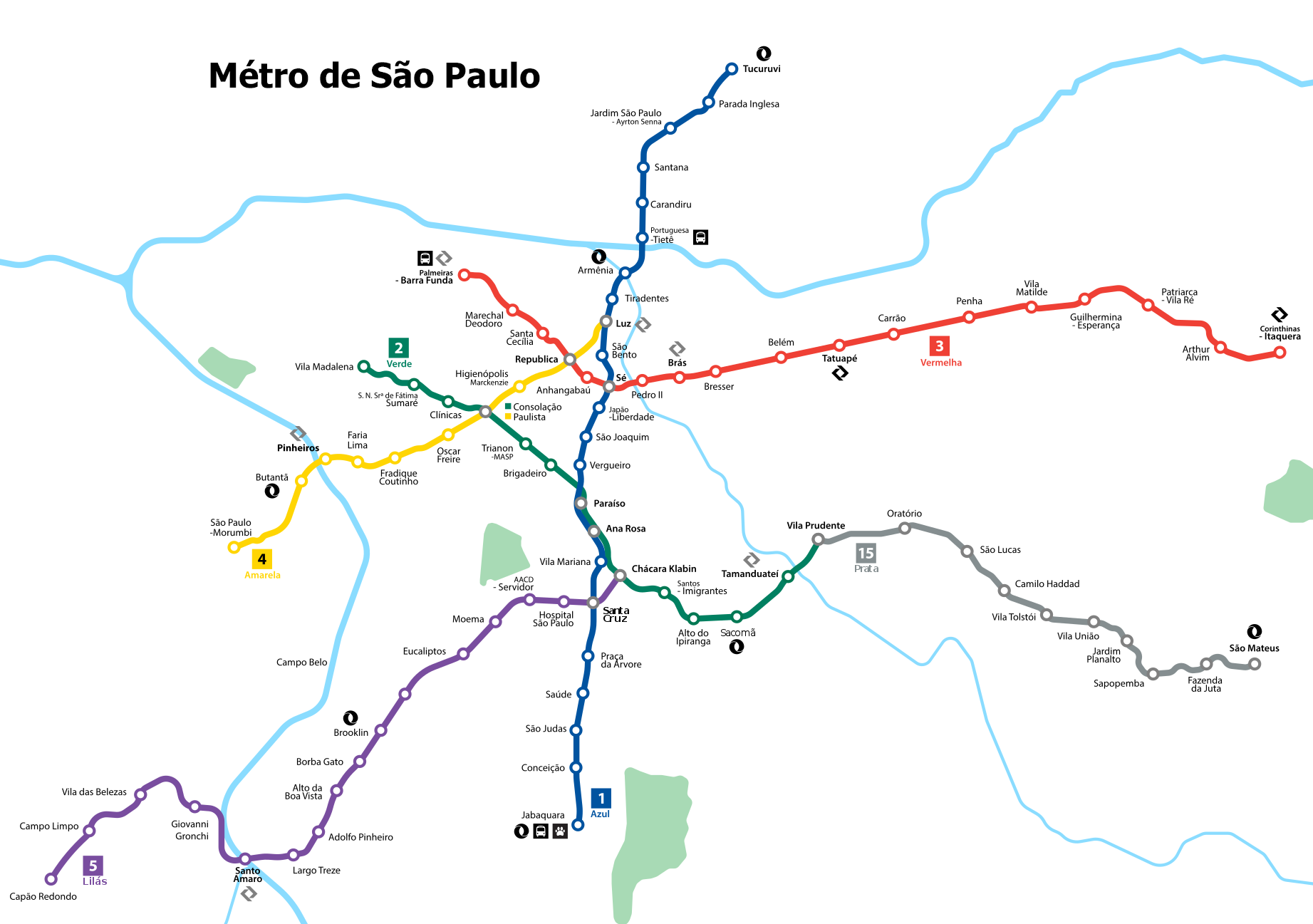
Plan du Métro de São Paulo 2020.

Établie en souterrain, Japão-Liberdade est une station de passage de la ligne 1 du métro de São Paulo (Bleue), située entre la station Sé, en direction du terminus nord Tucuruvi, et la station São Joaquim, en direction du terminus sud Jabaquara,.
Elle dispose de deux quais latéraux qui encadrent les deux voies de la ligne.

## Histoire
La station, alors dénommée Liberdade, est inaugurée le 17 février 1975. C'est une station souterraine, en tranchée refermée, avec deux mezzanines de distribution (supérieure et inférieure) et des quais latéraux avec structure en béton apparent. L'accès principal s'intègre à la place au niveau du trottoir. Elle dispose d'une superficie construite de 6 720 m2 et elle est prévue pour un transit maximum de 20 000 voyageurs par heure, en heure de pointe<.
Elle est le terminus nord de la ligne durant sept mois et neuf jours.
En 2004, le nombre moyen d'entrants est de 24 000 voyageurs par jour, selon les données de l'exploitant. Elle est considérée, à son tour, le quatrième moins fréquentée du centre-ville de São Paulo, juste derrière les stations Tiradentes et d'Armênia, et la deuxième la moins fréquenté du vieux centre, juste après la station Pedro II.
Le changement de nom de la station en Japão-Liberdade a été publié le 24 juillet 2018 au Journal officiel de l'État de São Paulo par décret du gouverneur Márcio França. Cette modification du nom a été effectuée à la demande de l'homme d'affaires Hirofumi Ikesaki, propriétaire de la chaîne de cosmétiques Ikesaki, qui a affirmé avoir investi R$ 200 mille dans des travaux de rénovation sur la praça da Liberdade, en raison des célébrations des 110 ans d'immigration japonaise au Brésil.
Cependant, le changement a généré des oppositions. Selon un article publié lors de la 22e Semaine de la technologie ferroviaire métropolitaine de l'Association des ingénieurs et architectes du métro (AEAMESP), le coût de la modification du nom d'une station de métro/train métropolitain intermédiaire comme Liberdade est d'environ R$ 620 mille.

## Services aux voyageurs

### Accès et accueil
Son accès principal est situé est situé au 133 praça da Liberdade, dans le quartier Liberdade. il est accessible aux personnes à la mobilité réduite.

### Desserte
Japão-Liberdade est desservie par les rames de la ligne 1 du métro de São Paulo de 4h40 à 00h00.

## Art dans la station

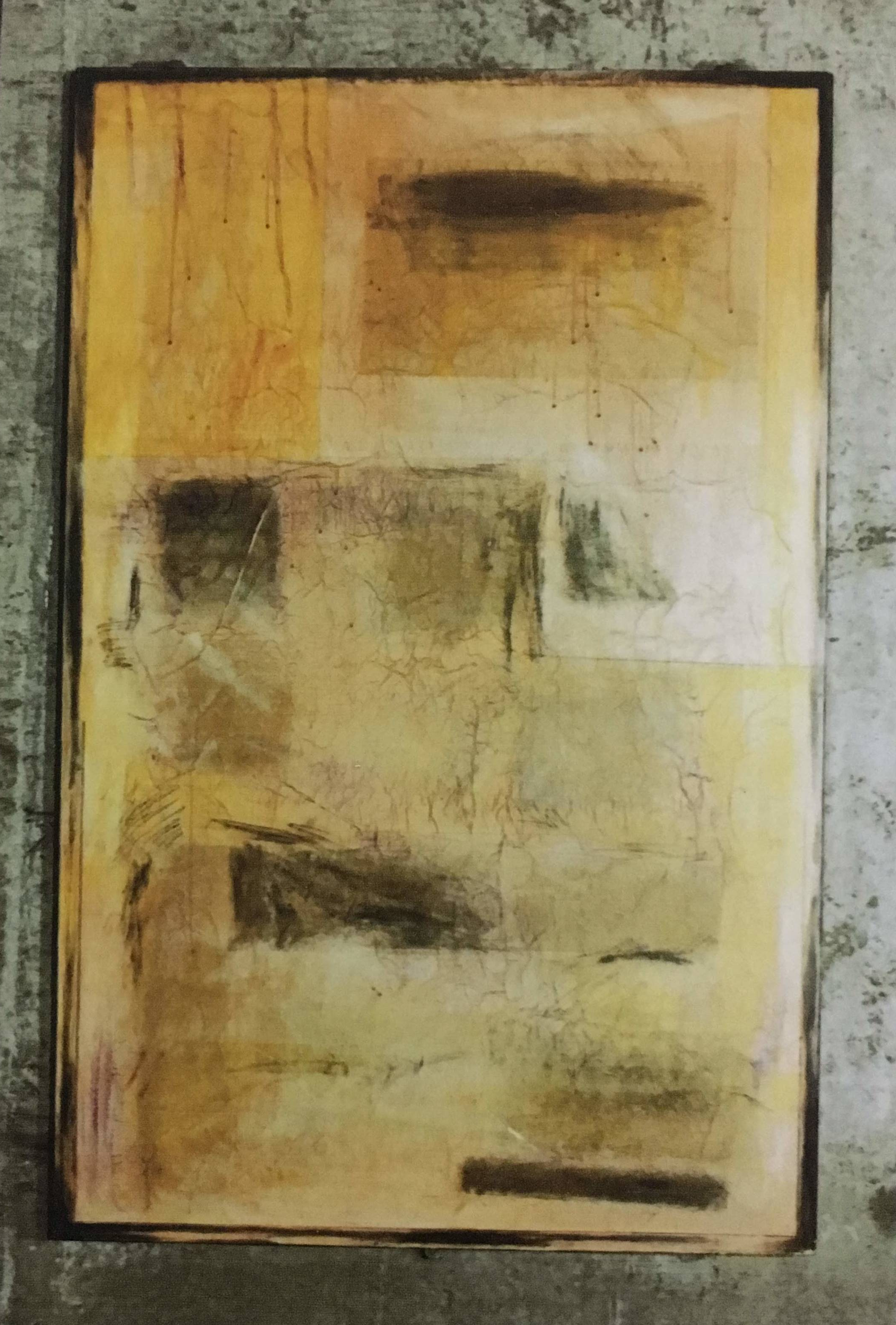
Tempo 1 d'Ayao Okamoto

Peintures exposées dans la mezzanine de la station.
- Bad Moon, Lúcio Yutaka Kume, peinture (1988), toile et peinture acrylique (1,80 × 1,15 m)
- Momento História, Laerte Yoshiro Orui, peinture (1988), peinture sur toile (1,80 × 1,15 m)
- Paralelepípedo, Mário Noburu Ishikawa, peinture (1988), suie sur toile, fixée au vernis acrylique (1,80 × 1,15 m)
- Pós 80, Hironobu Kai, peinture (1988), toile et peinture acrylique (1,80 × 1,15 m)
- O Primeiro Imigrante a Desembarcar, Oscar Oiwa, peinture (1988), peinture sur toile (1,80 × 1,15 m)
- Projeto para uma Paixão Sem Fim, Milton Terumitsu Sogabe, dessin (1988), plume et encre, toile, peintures nankim (1,80 × 1,15 m)
- Tempo 1, Ayao Okamoto, peinture (1988), papier de riz, peinture acrylique, crayon et vernis (1,80 × 1,15 m)
- Carlos Alberto Yasoshima, peinture (1988), toile, pastel sec et peinture acrylique (1,80 × 1,15 m)
- Hisae Sugishita, peinture (1988), peinture acrylique, vernis acrylique et toile (1,80 × 1,15 m)

## À proximité
- Quartier japonais de Liberdade
- Praça da Liberdade